# Jaume Morera Millaret
Jaume Morera Millaret (Sant Andreu de Palomar, Barcelona, 1896 - 1974), besnet de l'heroi Josep Millaret Casals de la batalla del Bruc del 6 de juny del 1808 per part de mare, obrer fresador destacat d'Hispano Suïssa, militant fundador d'Unió Democràtica de Catalunya, vicepresident d'Acció Católica del districte IX després del 1940, després de la Guerra Civil espanyola, va ser president dels Hombres Grupo Parroquias de Acción Católica de San Andres de Palomar amb seu al Casal Catòlic de Sant Andreu al carrer Pons i Gallarza, vicepresident de la casa d'Asil Casal Salí de Sant Andreu, organitzador dels exercicis espirituals a Sant Andreu juntament amb el jesuïta Pare Francesc de Paula Vallet i Arnau com a Cooperador Parroquial de Crist Rei, col·laborador i organitzador del Congrés Eucarístic Internacional a Barcelona el 1952.